# Bundesstraße 28
Die Bundesstraße 28 (Abkürzung: B 28) verläuft größtenteils durch Baden-Württemberg, von Kehl an der französischen Grenze bis Ulm und endet in Bayern an der A 7.

## Geschichte

### Ursprung
Die erste Straße zwischen Oppenau und Freudenstadt entstand 1742/43 und führte über den Roßbühl.
Als erste Teilstrecke in Württemberg wurde die Landstraße zwischen Reutlingen und Tübingen bereits 1787 zu einer Chaussee ausgebaut. Ab 1805 wurden auch die übrigen Streckenabschnitte zu einer durchgehenden Kunststraße ausgebaut. Die Straße zwischen Herrenberg und Tübingen entstand 1806.
Nach der Übernahme des oberen Renchtals durch das Großherzogtum Baden wurde die heutige Streckenführung von Oppenau über Peterstal nach Griesbach in den Jahren 1806 bis 1813 gebaut.

### Frühere Strecken und Bezeichnungen
Das Verzeichnis der Landstraßen in Baden vom 1. Juli 1901 teilt die heutige Bundesstraße 28 in zwei Teilstrecken:
- Die alte Verbindungsstraße zwischen Straßburg und Freudenstadt, die ab Oppenau über den Roßbühl führte, wurde als badische Staatsstraße Nr. 25 bezeichnet.
- Die obere Renchtalstraße zwischen Oppenau und Kniebis, die der heutigen Bundesstraße 28 entspricht, wurde als badische Staatsstraße Nr. 26 bezeichnet.

Die Bundesstraße 28 trug vor 1932 verschiedene Nummern:
| Land        | Staatsstraße | Länge   | Verlauf                                    |
| ----------- | ------------ | ------- | ------------------------------------------ |
| Baden       | Nr. 25       | 23,2 km | Sand–Landesgrenze(–Freudenstadt)           |
| Baden       | Nr. 26       | 19,7 km | Oppenau–Griesbach–Kniebis                  |
| Württemberg | Nr. 105      | 12,1 km | (Oppenau–)Kniebis–Freudenstadt             |
| Württemberg | Nr. 99       | 36,2 km | Freudenstadt–Herrenberg(–Stuttgart)        |
| Württemberg | Nr. 85       | 30,5 km | (Calw–)Herrenberg–Tübingen                 |
| Württemberg | Nr. 77       | 10,0 km | Tübingen–Reutlingen                        |
| Württemberg | Nr. 71       | 6,9 km  | Reutlingen–Metzingen                       |
| Württemberg | Nr. 43       | 11,0 km | (Stuttgart–)Metzingen–Bad Urach(–Biberach) |
| Württemberg | Nr. 44       | 15,8 km | Bad Urach–Feldstetten                      |
| Württemberg | Nr. 45       | 22,7 km | (Plochingen–)Feldstetten–Ulm               |

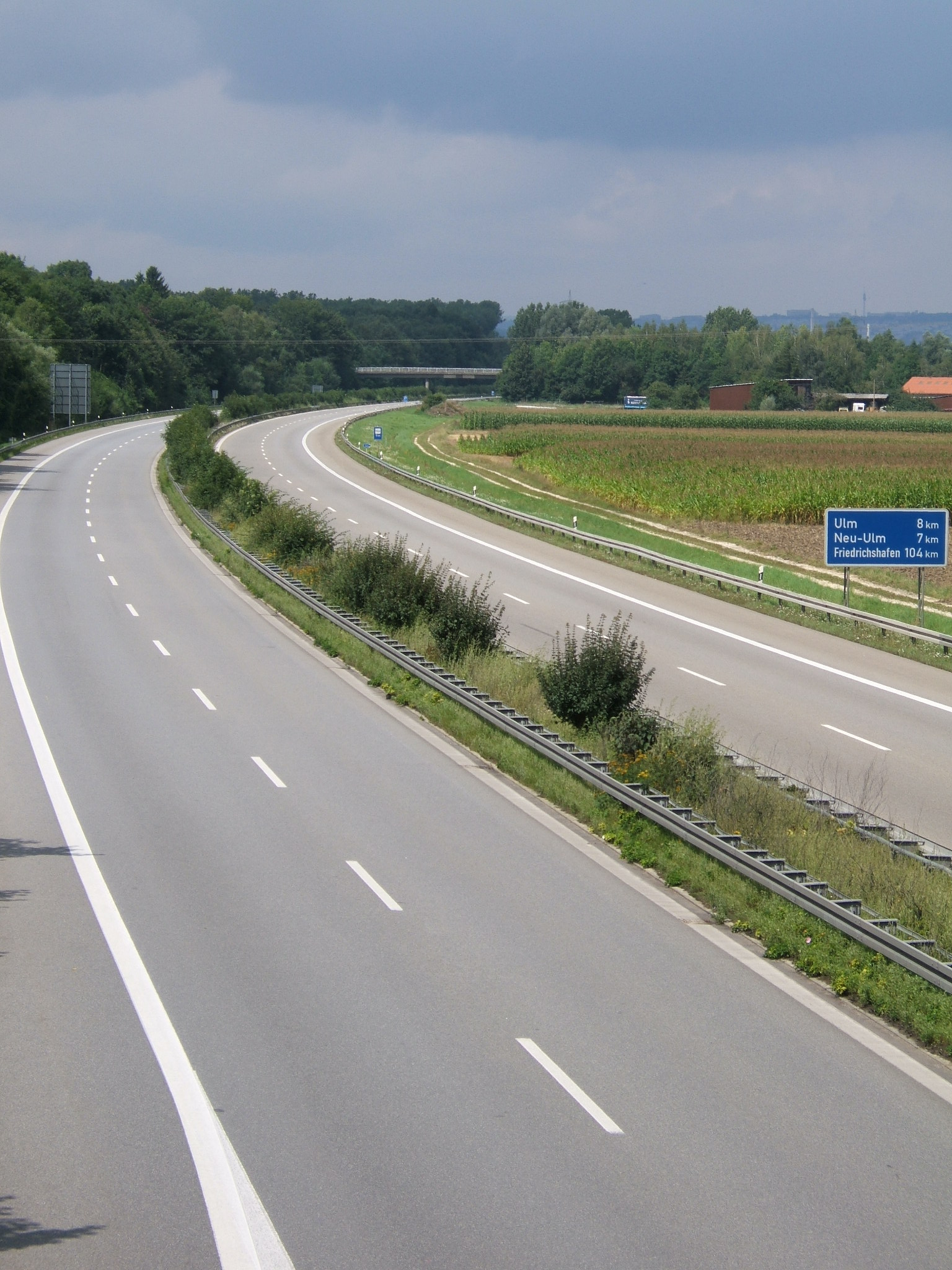
Bundesstraße 28 Richtung Ulm, Ausfahrt Senden (kurz nach Dreieck Hittistetten)

Bei der Einführung des Nummerierungssystems für die Straßen in Deutschland im Jahre 1932 wurde die Strecke Fernverkehrsstraße 28 (FVS 28) genannt. Seit der Einrichtung des Reichsstraßennetzes (1934) wurde sie mit Reichsstraße 28 (R 28) bezeichnet. Während der deutschen Besetzung des Elsass (1940–1944) wurde die R 28 von Straßburg bis Saarbrücken verlängert. Noch nach dem Anschluss des Saarlandes an die Bundesrepublik Deutschland im Jahre 1957 existierten in der Mainzer Straße in Saarbrücken die gelben Schilder mit der Nummer 28. Heute ist diese Straße Teil der Bundesstraße 51.

### Ersetzungen
- Ab 1967 wurde die Bundesstraße 28 zwischen Reutlingen und Tübingen zu einer Schnellstraße ausgebaut.
- Auch der Abschnitt zwischen Kehl und Appenweier (Autobahnkreuz) wurde zu einer Schnellstraße ausgebaut
- In Tübingen änderte sich 1979 durch den Bau des vierspurigen Schlossbergtunnels der innerstädtische Verlauf der B 28, die die Innenstadt dort seitdem westlich und südlich umfährt.
- Ab Oktober 2008 wurde in Freudenstadt ein zwei Kilometer langer Abschnitt der B 28 vierspurig ausgebaut.
- Von Tübingen Richtung Rottenburg besteht ein ca. 2 km langes vierspuriges Teilstück.
- Seit Januar 2018 hat die B 28 zwischen Dornstetten und Tübingen einen geänderten Verlauf. Die alte B 28 von Dornstetten über Altensteig nach Herrenberg wurde zu Landesstraßen abgestuft, zwischen Herrenberg und Tübingen zur B 296 umgestuft. Die B 28 verläuft seitdem über die ehemalige B 14 und B 28a (Dornstetten – Horb am Neckar – Rottenburg am Neckar – Tübingen).

### Ermordung Matthias Erzbergers

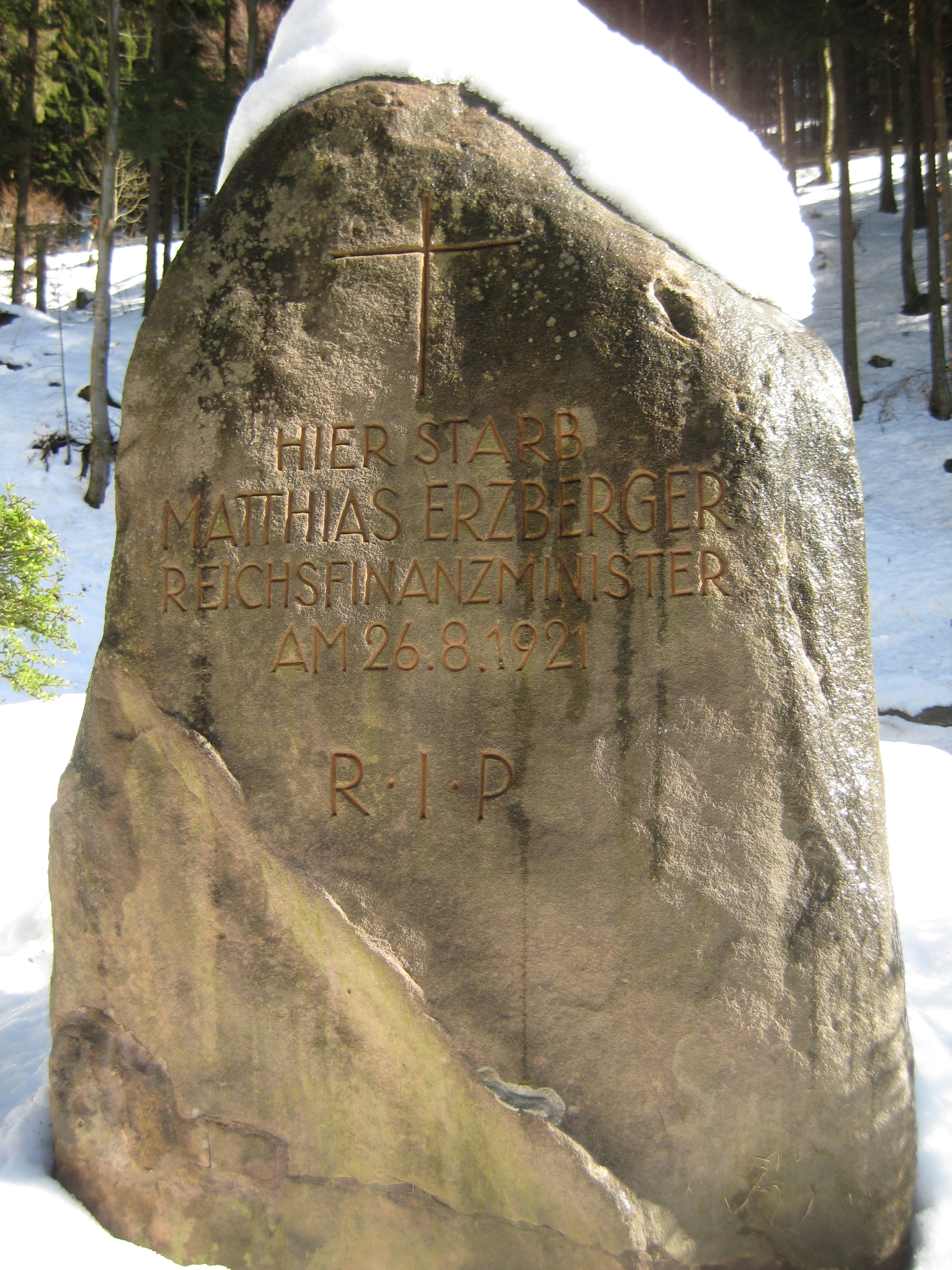
Gedenkstein Erzbergers bei Bad Griesbach im Schwarzwald

Am 26. August 1921 wurde nahe der heutigen B 28 der ehemalige Reichsfinanzminister Matthias Erzberger von Angehörigen der rechtsextremistischen Organisation Consul ermordet. In einer Kehre der B 28 zwischen Bad Griesbach und Freudenstadt erinnert ein Gedenkstein an diese Bluttat. Er trägt die schlichte Inschrift:
| †                    |
| -------------------- |
| Hier starb           |
| Matthias Erzberger   |
| Reichsfinanzminister |
| am 26.8.1921         |
| R•I•P                |

Siehe auch: Ermordung Matthias Erzbergers

## Planungen und Ausbau
Baden-Württemberg
- Ortsumgehungen Oberkirch und Lautenbach, 5,5 km (fertiggestellt 2014[3])
- Verlegung in einen Tunnel in Freudenstadt, 1,4 km (Weiterer Bedarf mit Planungsrecht[4])
- Ortsumgehung Schopfloch, 2,7 km  (fertiggestellt 2012[5])
- Neubau zwischen Schopfloch und Grünmettstetten, 2,6 km (fertiggestellt 2009[6])
- Neubau zwischen Grünmettstetten und L355, ca. 4,5 km (laufend und fest disponiert[7])
- Ortsumgehung Horb, 3,6 km (Weiterer Bedarf mit Planungsrecht[8])
- Ortsumgehung Eutingen (keine Aufnahme in BVWP)
- Ortsumgehung Ergenzingen, 4,8 km (fertiggestellt 2007[9])
- 3-streifiger Ausbau und Neutrassierung zwischen Seebronn und Rottenburg, ca. 4,7 km (Entwurfsplanung[10])
- Neubau zwischen Rottenburg und Tübingen inklusive Ausbau der Osttangente Rottenburg, 8,0 km (im Bau), zwischen Bühl und Tübingen 2020 fertiggestellt[11]

- Neubau der Ortsumgehung Metzingen (1. Bauabschnitt Umfahrung Neuhausen, 2-streifig), 2,8 km (fertiggestellt 2003[12])
- Neubau der Ortsumfahrung Metzingen (2. Bauabschnitt, 4-streifig), 3,4 km (fertiggestellt 2011[12])
- Ortsumgehung Feldstetten (keine Aufnahme in BVWP[13])
- Ortsumgehung Blaubeuren/Gerhausen, 2,0 km (Weiterer Bedarf mit Planungsrecht[14])
- Ortsumgehung Blaustein, 3,4 km (Weiterer Bedarf[15])

## Besonderheiten
Auf dem Streckenverlauf zwischen Stadtgrenze Ulm und Autobahndreieck Hittistetten ist die vierspurige Bundesstraße als Autobahn beschildert. Eine Nummerierung der Anschlussstellen fehlt.
Die Verbindung war als Teil der Bundesautobahn 80 geplant, die von Germersheim über Stuttgart und Ulm zum Autobahndreieck Hittistetten verlaufen sollte. Die Ausführung als Autobahn wurde inzwischen verworfen.

## Bilder

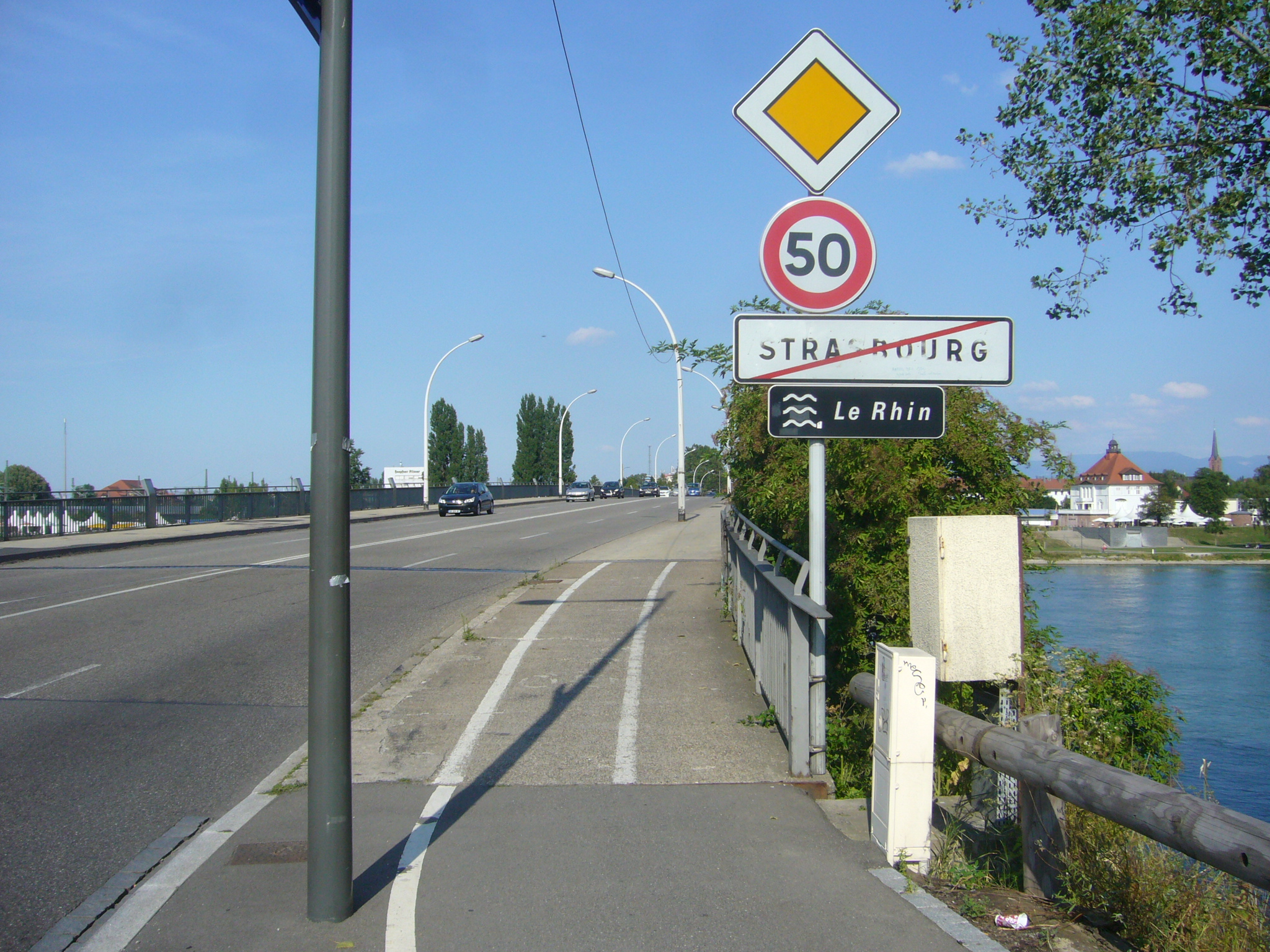
Gleich endet die RN 4 und beginnt die B 28
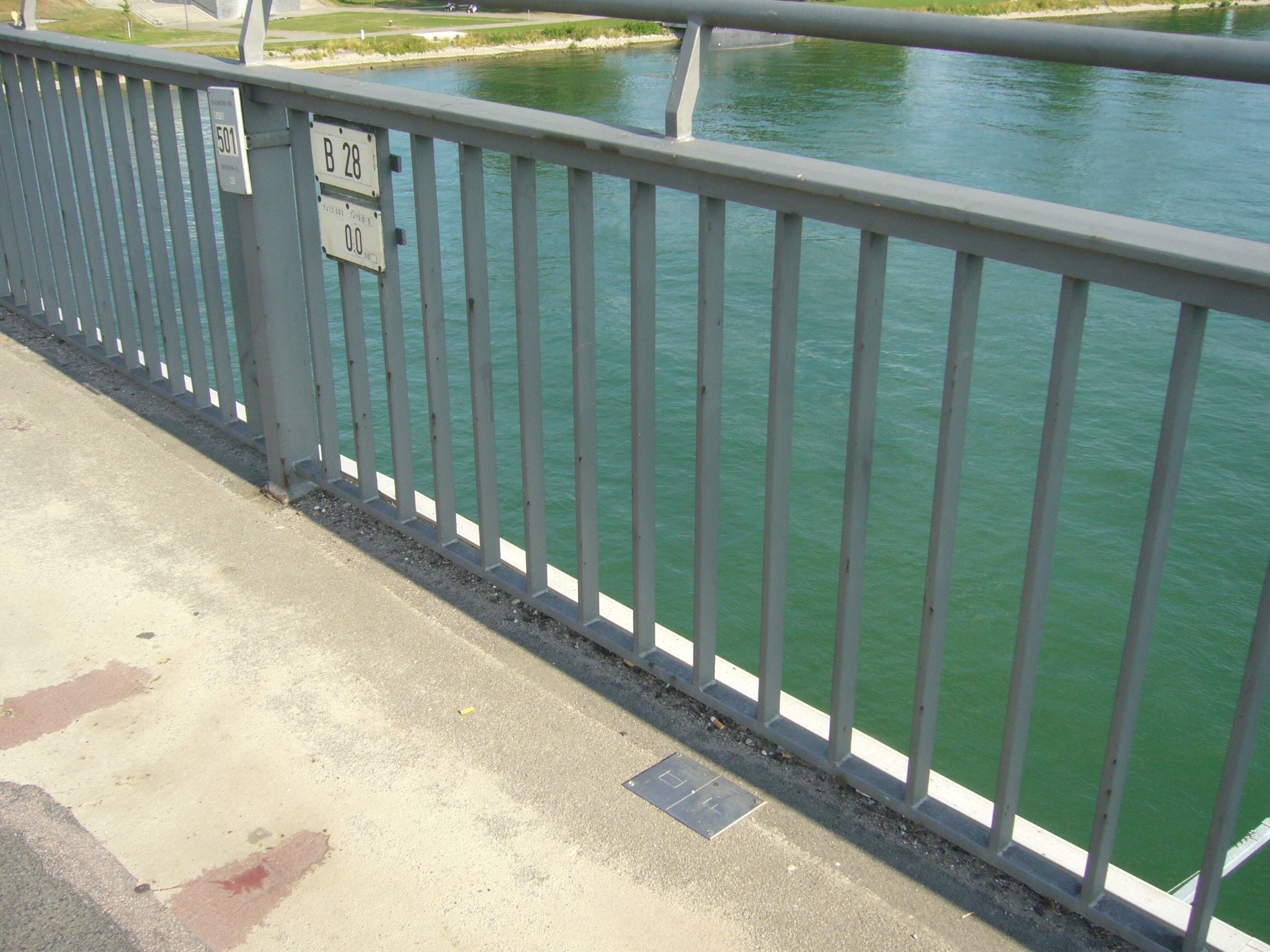
Grenzpunkt Straßburg-Kehl (Süd)
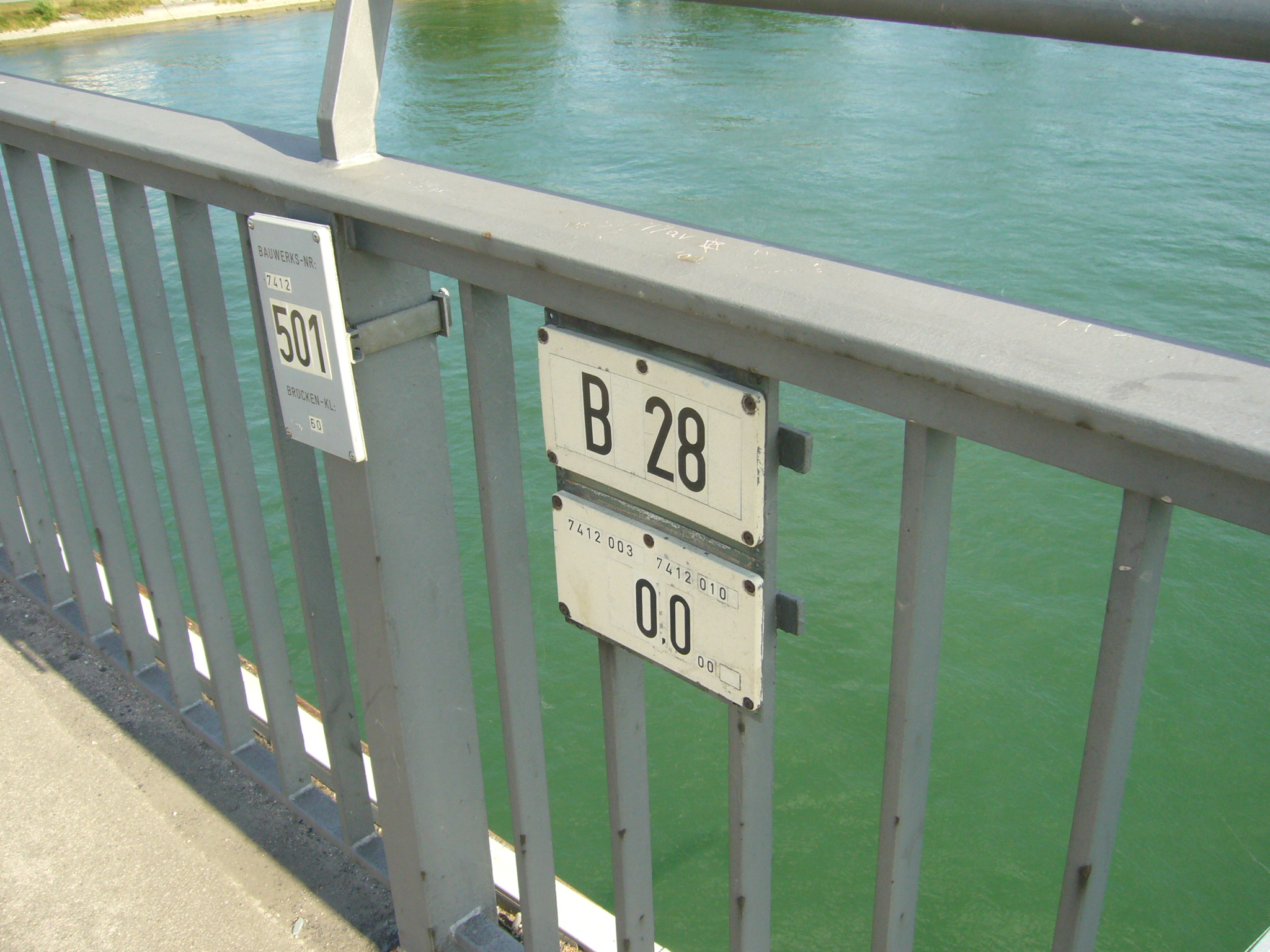
Beginn der B 28 auf der Europabrücke
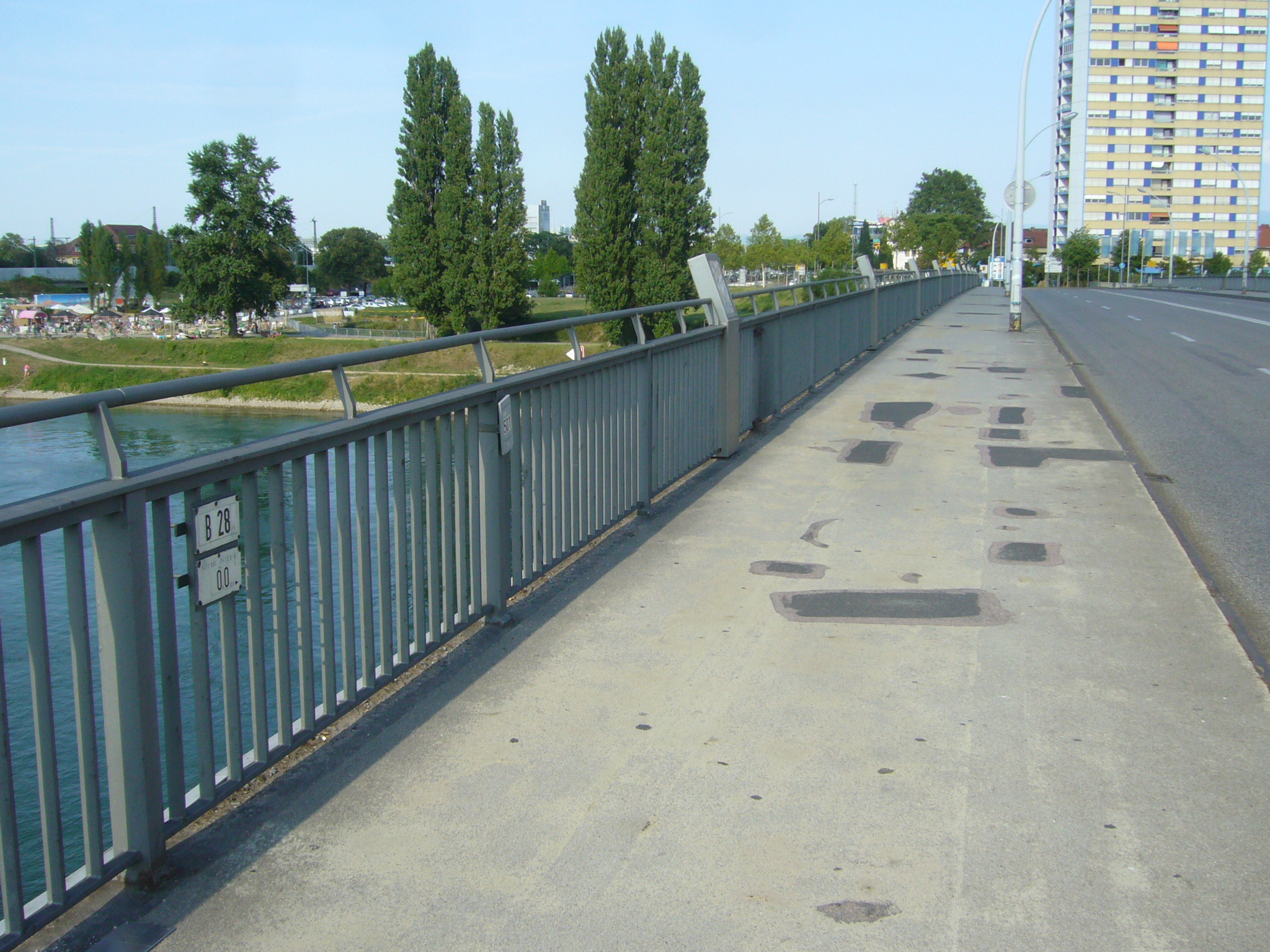
B 28 Richtung Kehl
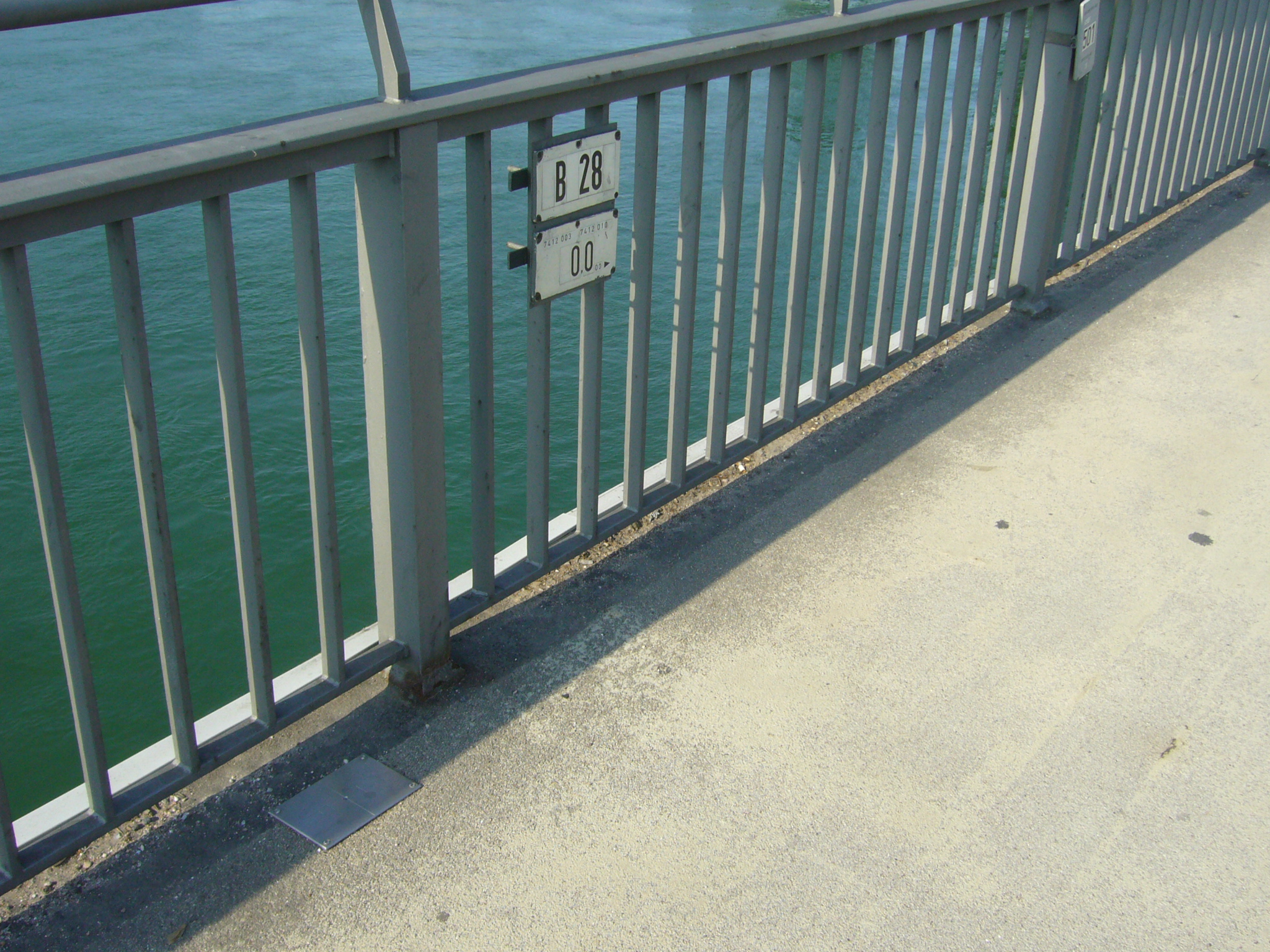
Grenzpunkt Straßburg-Kehl (Nord)
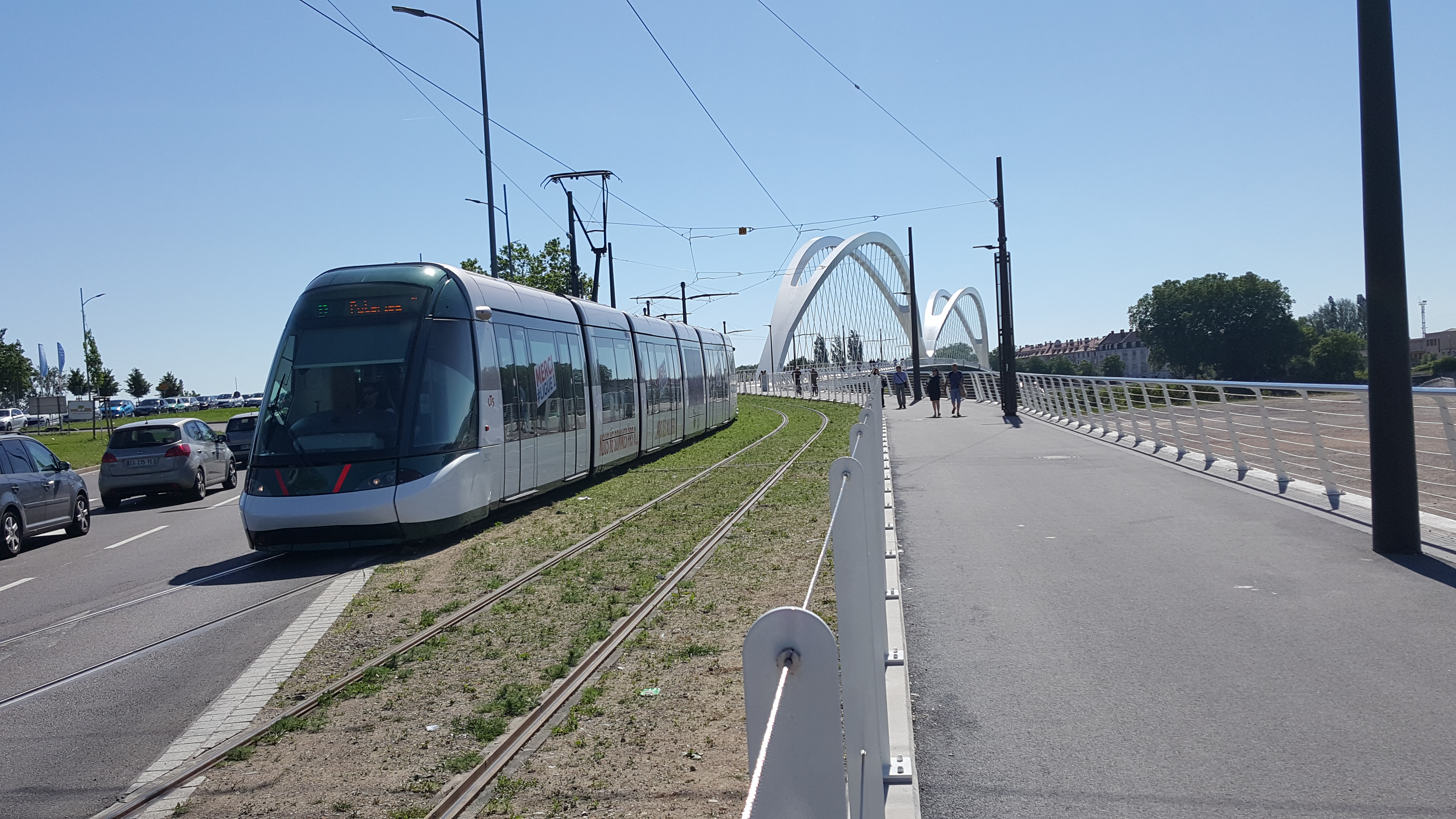
Straßenbahn Straßburg–Kehl an der Beatus-Rhenanus-Brücke
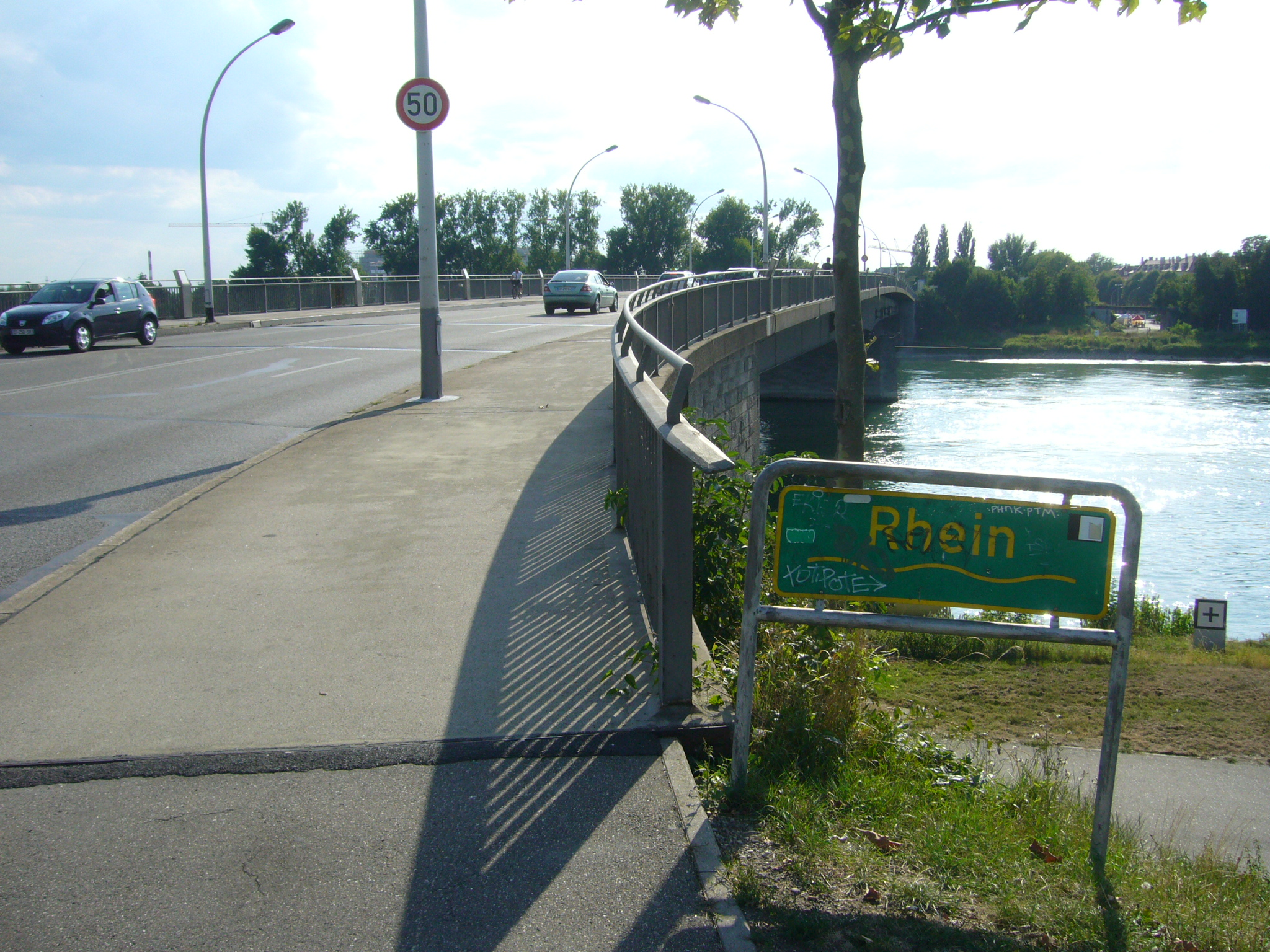
Ende der B 28 aus Deutschland kommend
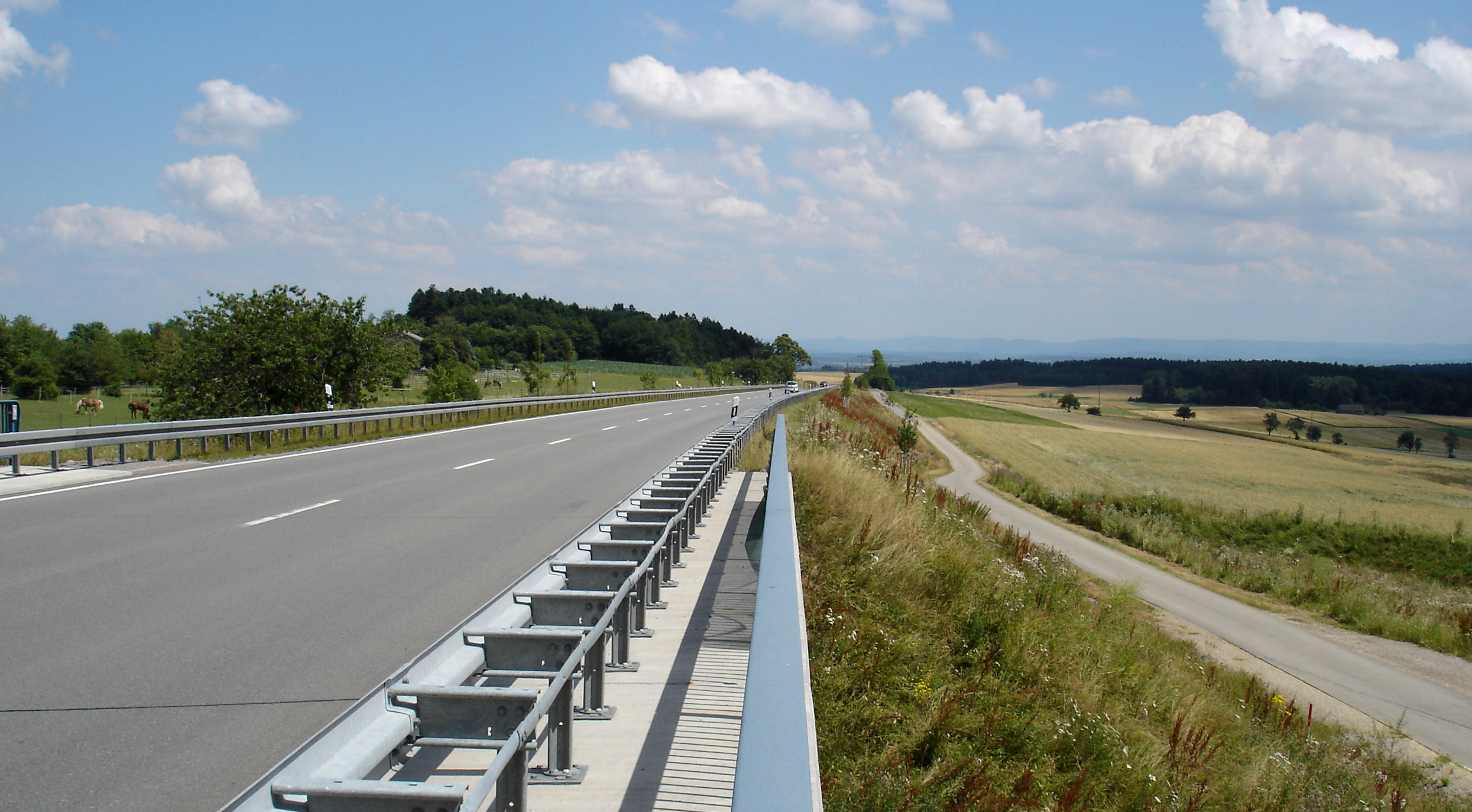
B 28 bei Bittelbronn